# Benedictia nana
Benedictia nana е вид коремоного от семейство Lithoglyphidae.

## Разпространение
Видът е разпространен в Русия (Бурятия).